# Macuco (kommun)
Macuco är en kommun i Brasilien.   Den ligger i delstaten Rio de Janeiro, i den sydöstra delen av landet, 900 km sydost om huvudstaden Brasília. Antalet invånare är 5 269.
Omgivningarna runt Macuco är huvudsakligen savann. Runt Macuco är det glesbefolkat, med 14 invånare per kvadratkilometer.